# Karl Andersson (xylograf)

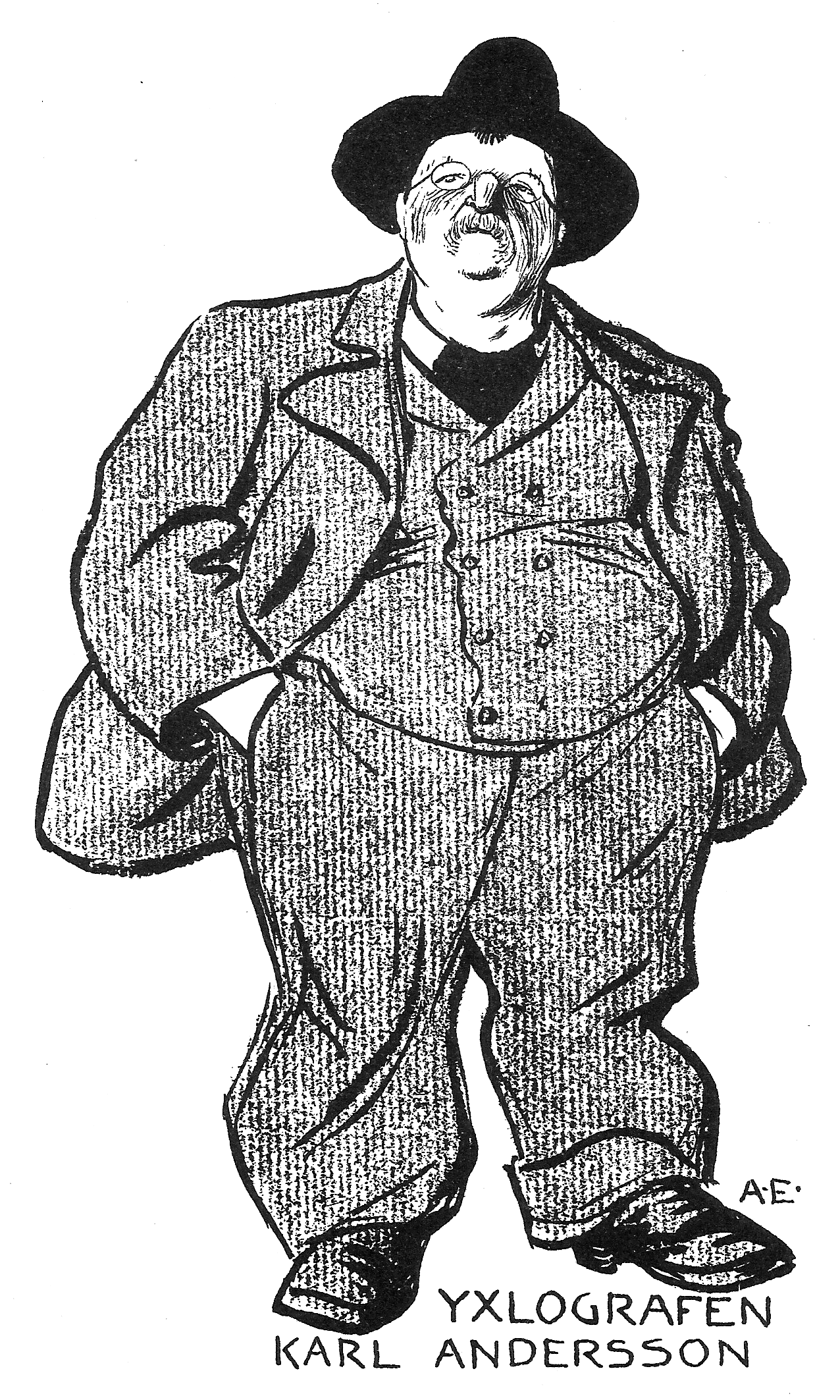
Yxlografen, av Albert Engström (1904).

Karl Johan (Kalle) Andersson, född 20 december 1853 i Brännkyrka socken i Stockholms län, död 2 februari 1942 i Väddö församling i Stockholms län, var en svensk xylograf och målare.

## Biografi
Efter avslutad skolgång vid Slöjdskolan och Konstakademiens principskola anställdes Andersson som xylograf vid Ny illustrerad tidning. Efter att han tilldelades ett stipendium från Kommerskollegium, genomförde han en studieresa till Paris 1883-1884. När han återvände till Sverige, återupptog han sitt arbete som frilansande xylograf, men när de moderna kemigrafiska reproduktionsmedoderna slog igenom blev hans yrke överflödigt. Han flyttade till Grisslehamn 1892 där han lärde känna Albert Engström, som senare kom att göra Andersson riksbekant genom sina historier och teckningar av Xylografen bland annat i boken Yxlografen, Ett porträtt i 10 litografier som utgavs 1923.  Andersson finns representerad vid bland annat Nationalmuseum i Stockholm.

## Verk
Bland Anderssons viktigaste arbeten märks träsnitten av Nordenskiölds fartyg "Vega" under Vegaexpeditionen åren 1878–80 och Carl Larssons illustrationer till Anna Maria Lenngrens Samlade skaldeförsök 1884. Anderssons egen verksamhet som konstnär består av en massproduktion av oljemålningar med landskap och nakenstudier samt några porträtt.

## Filmmedverkan
- 1925 – Skärgårdskavaljerer